# Only My Heart Talkin'
Singles de Alice Cooper
House of Fire
(1989) Hey Stoopid
(1991)
Only My Heart Talkin' est une chanson d'Alice Cooper issue de l'album Trash, il s'agit du quatrième et dernier single du disque. Le chanteur du groupe Aerosmith, Steven Tyler, est invité pour prêter sa voix sur le titre.
Le single se classe à la 89e position aux États-Unis via le Billboard Hot 100 la semaine du 5 mai 1990. Un mois avant, le single occupe la 19e place aux Mainstream Rock Tracks chart le 21 avril 1990. En Australie, Only My Heart Talkin' se classe à la 47e place.

## Liste des titres
| A. | Only My Heart Talkin'   | Alice Cooper, Bruce Roberts, Andy Goldmark | 4:46 |
| B. | Only Women Bleed (live) | Alice Cooper, Dick Wagner                  | 4:14 |

| A.  | Only My Heart Talkin'   | Alice Cooper, Bruce Roberts, Andy Goldmark | 4:46 |
| B1. | Only Women Bleed (live) | Alice Cooper, Dick Wagner                  | 4:14 |
| B2. | Cold Ethyl (live)       | Alice Cooper, Michael Bruce                | 3:12 |

| 1. | Only My Heart Talkin' | Alice Cooper, Bruce Roberts, Andy Goldmark | 4:47 |
| 2. | Under My Wheels       | Michael Bruce, Dennis Dunaway, Bob Ezrin   | 3:05 |